# Harun (Tulunide)
Harun ibn Chumarawaih ibn Ahmad (arabisch هارون بن خمارويه بن أحمد, DMG Hārūn b. Ḫumārawaya b. Aḥmad; † 30. Dezember 904) war der vierte Herrscher der Tuluniden in Ägypten. Er regierte von 896 bis 904.
Harun trat die Nachfolge seines Bruders Abu l-Asakir an, der von den Heeresemiren gestürzt worden war. Er überließ die Regierung weitgehend dem Wesir Abu Dschafar ibn Ali und gab sich einem ausschweifenden verschwenderischen Leben hin. Dadurch geriet die Herrschaft der Tuluniden zunehmend in eine Krise, da die Staatsfinanzen nicht saniert werden konnten und die Heeresemire immer mehr Macht an sich rissen. 
Diesen Niedergang nutzten die Abbasiden und griffen Syrien 904 an. Da die Truppen der Tuluniden desertiert waren, konnten sie auch in das Niltal eindringen. Bei Unruhen zwischen Truppenteilen fand Harun am 30. Dezember 904 den Tod. Nachfolger und letzter Herrscher der Tuluniden wurde sein Onkel Schaiban (904–905).
| Vorgänger    | Amt                                                | Nachfolger |
| ------------ | -------------------------------------------------- | ---------- |
| Abu l-Asakir | Herrscher von Ägypten (Tuluniden-Dynastie) 896–904 | Schaiban   |

| Personendaten    | Personendaten                      |
| ---------------- | ---------------------------------- |
| NAME             | Harun                              |
| ALTERNATIVNAMEN  | Harun ibn Chumarawaih ibn Ahmad    |
| KURZBESCHREIBUNG | Herrscher der Tuluniden in Ägypten |
| GEBURTSDATUM     | 9. Jahrhundert                     |
| STERBEDATUM      | 30. Dezember 904                   |